# Adler Diplomat
Adler Diplomat автомобіль люкс-класу німецької компанії Adler, що випускався у 1930-х роках. Її замінила модель Adler Typ 10.

## Історія

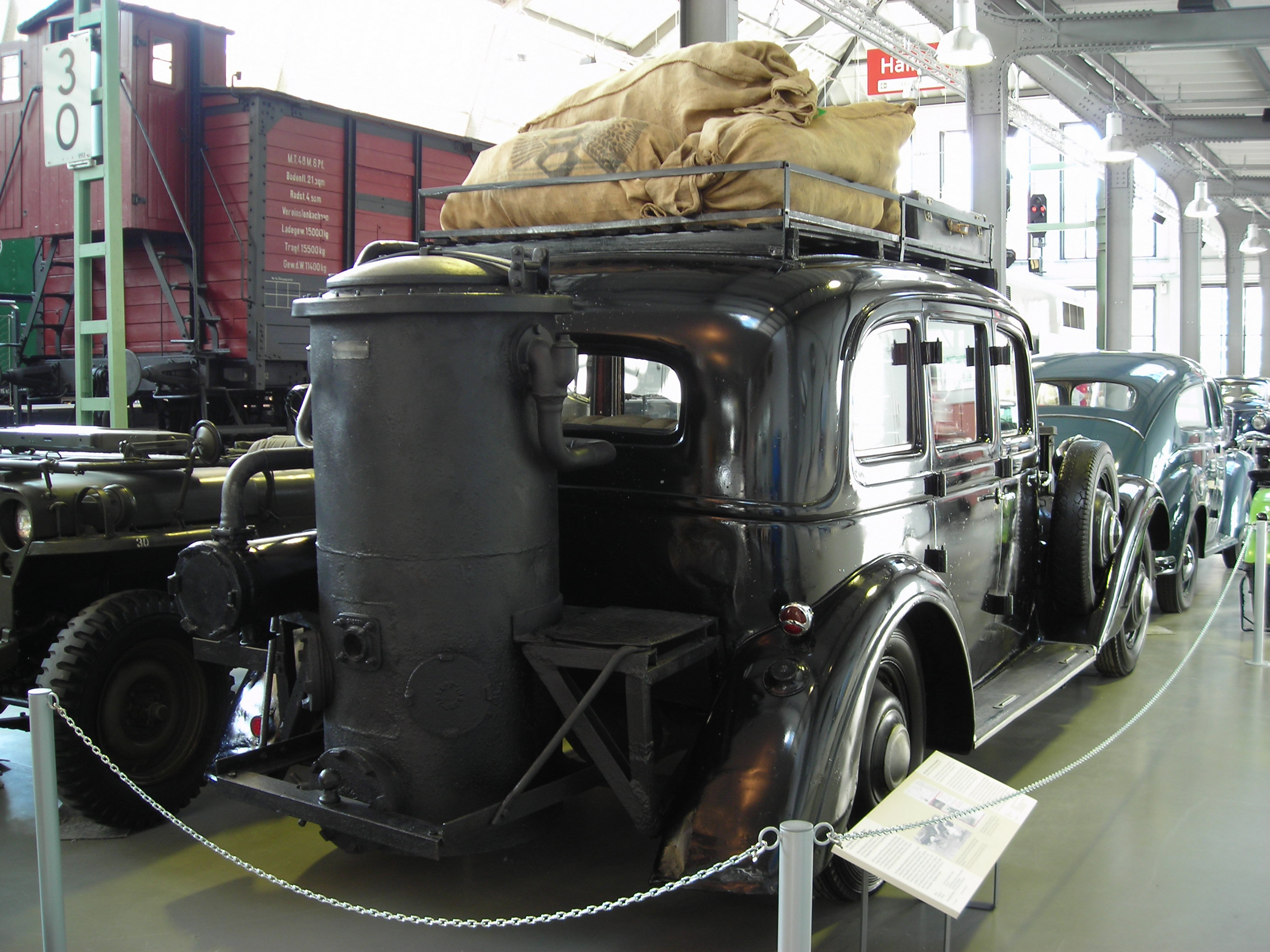
Adler Diplomat з газогенератором

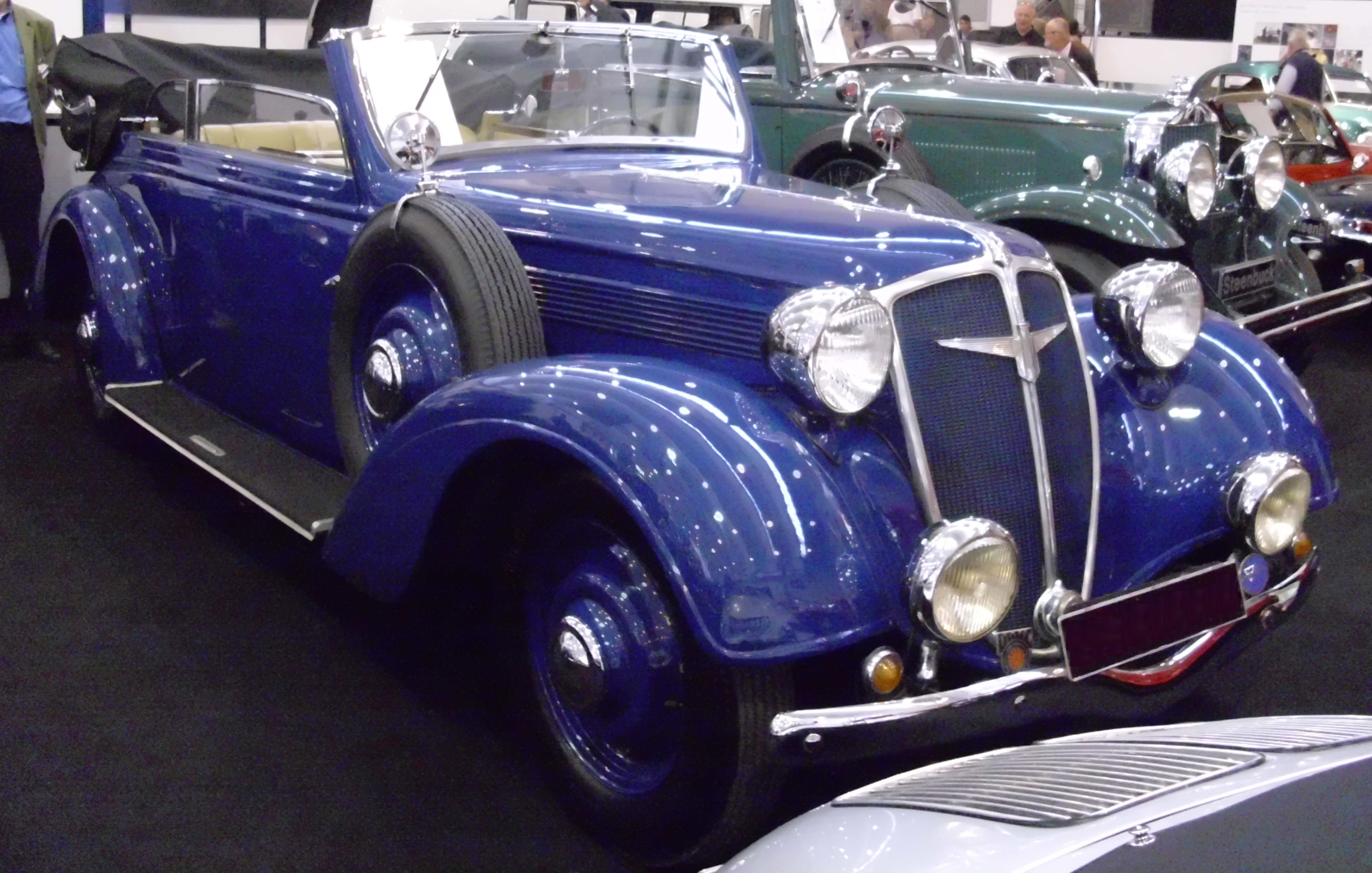
Adler Diplomat Cabriolet, 1935

На заміну моделям Adler Standard 6 і Adler Standard 8 з 1934 почали виготовляти нову модель, а для підкреслення її статусу престижного автомобіля назву моделі змінили на Adler Diplomat оскільки назва Standard нагадувала просту марку авто. Adler Diplomat отримав низьку раму, що проходила під осями авто і що дозволило понизити його загальну висоту. мотор був аналогічний мотору моделі Adler Standard 6, але завдяки більшій степені компресії він був потужнішим при меншій кількості обертів. Шасі виготовляли у стандартному Diplomat (3G) і видовженому варіантах Diplomat (3GS). У 1935 було змінено на більш обтічну форму радіатора і крил, аналогічні дизайну моделей Primus і Trumpf, видовжено задню частину, що призвело до збільшення довжини на 15 см. Нові модифікації отримали відповідно позначення Diplomat (3G (Ü)) та Diplomat (3GS (Ü)). На стандартне шасі встановлювали кузови 2-дверний кабріолет і 4-дверний лімузин, а на видовжене 4-дверний 6-місний пульман-лімузин фірми  Ambi-Budd. Через брак пального на встановлювали систему газогенератора.
Загалом за 4 роки виготовили 3205 машин усіх модифікацій. При ціні 6.750 марок Adler Diplomat був конкурентоспроможним з найбільш популярною аналогічною 6-циліндровою моделлю Mercedes-Benz W 18 вартістю 7.950 марок.

### Технічні дані Adler Diplomat
|                    |                                                           |
| Розміри            | Параметри                                                 |
| Роки випуску:      | 1934-1938                                                 |
| Колісна база:      | 3200мм, 3350 мм                                           |
| Довжина:           | 4750 мм (3G), 4900 мм (3GS)-((3G(Ü))), 5050 мм (3GS(Ü))   |
| Ширина             | 1740 мм                                                   |
| Висота             | 1650 мм                                                   |
| Виготовлено:       | 3205                                                      |
| Маса порожнього:   | 1480 кг (3G), 1500 кг(3GS), 1665 ((3G(Ü))), 1710 (3GS(Ü)) |
| Мотор              | 6-циліндровий, рядний                                     |
| Потужність мотора: | 60 к.с. (для S 65 к.с.) при 3000 об/хв.                   |
| Об'єм мотора       | 2916 см³, 75мм×110мм                                      |
| Трансмісія:        | 4-ступінчаста механічна                                   |
| Швидкість:         | 105 км/год (для S 100 км/год)                             |
| Витрата пального:  | 17/18 л на 100 км                                         |